# Anne Sewell Young
Anne Sewell Young, ameriška astronomka, * 2. januar 1871, Bloomington, Wisconsin, ZDA, † 15. avgust 1961, Claremont, Kalifornija, ZDA.
Anne Young je bila 37 let profesorica astronomije na Kolidžu Mount Holyoke, kjer so jo leta 1898 imenovali za predstojnico Observatorija Johna Paysona Willistona. Tam je vodila program sledenja Sončevih peg in se posvečala svojemu osrednjemu zanimanju, opazovanju spremenljivih zvezd. Observatorij sedaj vodi Oddelek za astronomijo mountholyoškega kolidža.
Youngova se je upokojila leta 1936 in na mestu predstojnice Willistonovega observatorija jo je nasledila njena nekdanja študentka Alice Hall Farnsworth. Youngova se je s sestro preselila v Claremont, kjer je umrla 15. avgusta 1961 v starosti devetdesetih let